# 斯特凡·斯坦博洛夫

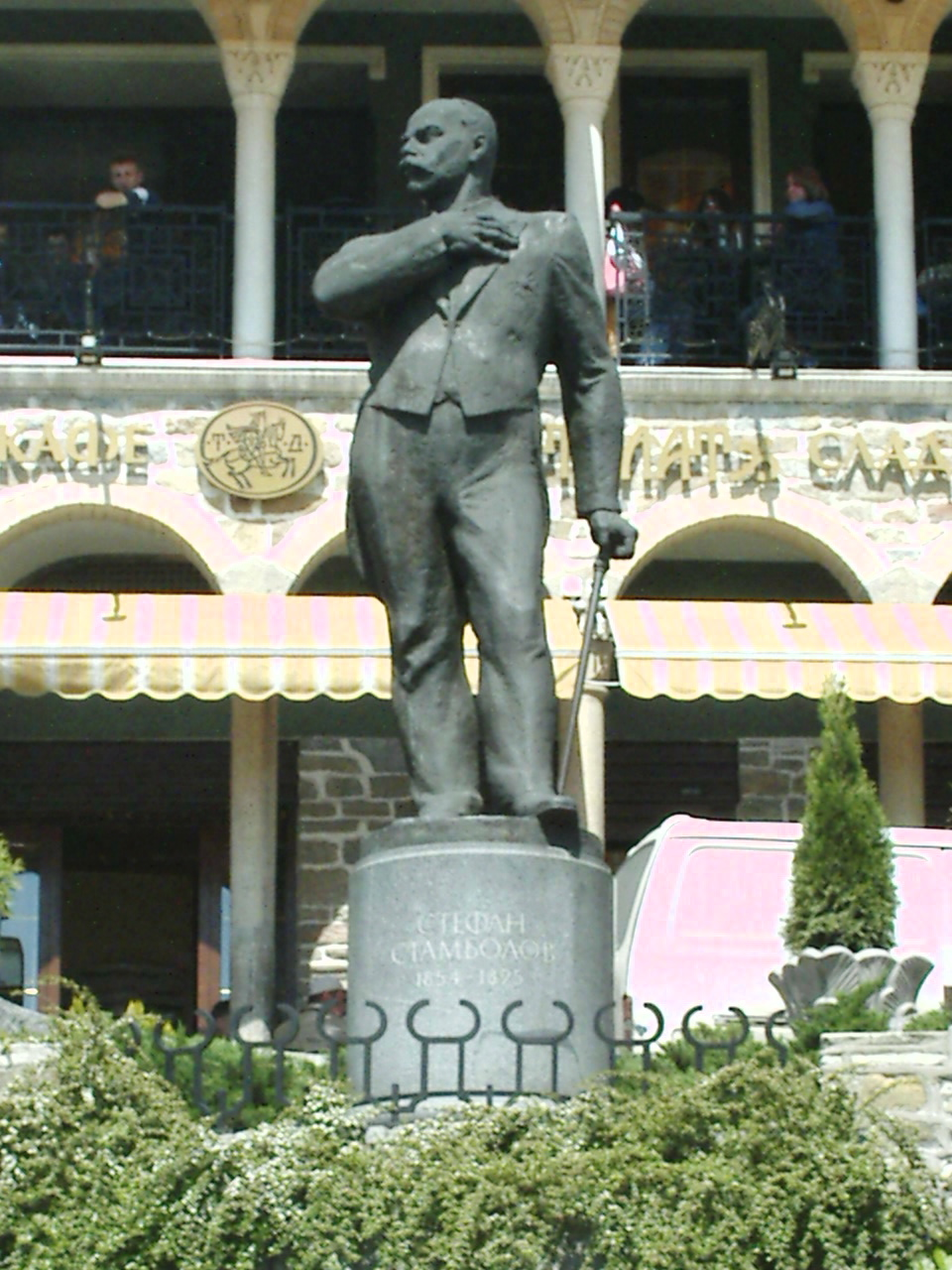
斯坦博洛夫的雕像,在他的出生地大特尔诺沃

斯特凡·尼科洛夫·斯坦博洛夫（羅馬化：Stefan Nikolov Stambolov；1854年1月31日—1895年7月6日），保加利亚政治家、专横的首相（1887—1894），被视为保加利亚的俾斯麦。客栈主之子。1870 - 1872年在敖德萨的神学院学习。早年参加保加利亚反抗土耳其统治的地下革命运动。1875和1876年领导小规模的反土耳其起义。1878年保加利亚获得自治，他被选入新成立的议会，1884年任议长。1886年亚历山大大公退位后，他粉碎了俄国的干涉，拥戴萨克森-科堡-哥达的斐迪南亲王为保加利亚大公。新大公即位后由他组织内阁，执政期间继续反对俄国，与土耳其敦睦邦交，并在马其顿扩大保加利亚的势力范围。他采用恐怖手段对付此起彼伏的反朝廷阴谋和兵变。斐迪南大公夺回君权，他被迫辞去首相职位（1894年5月31日）。
1895年7月3日，斯坦博洛夫同他的保镖和一个朋友坐马车回家，中途马车遭遇刺客以左轮手枪射击马匹，斯坦博洛夫迅速退出马车，但也遭到了三个刺客手持刀子围攻，他打死了一名袭击者，但其他人把他按倒在地。他们知道斯坦博洛夫穿着一件防弹背心，所以他们刺伤他的头和手。他的保镖最后赶走袭击者，斯坦博洛夫被抬回家后在三日后7月6日死亡。
南极洲南设得兰群岛利文斯顿岛的斯坦博洛夫峭壁(Stambolov Crag)，就是以他的名字命名。
1999年和2007年发行的保加利亚的20列弗钞票正面人物即是斯坦博洛夫。

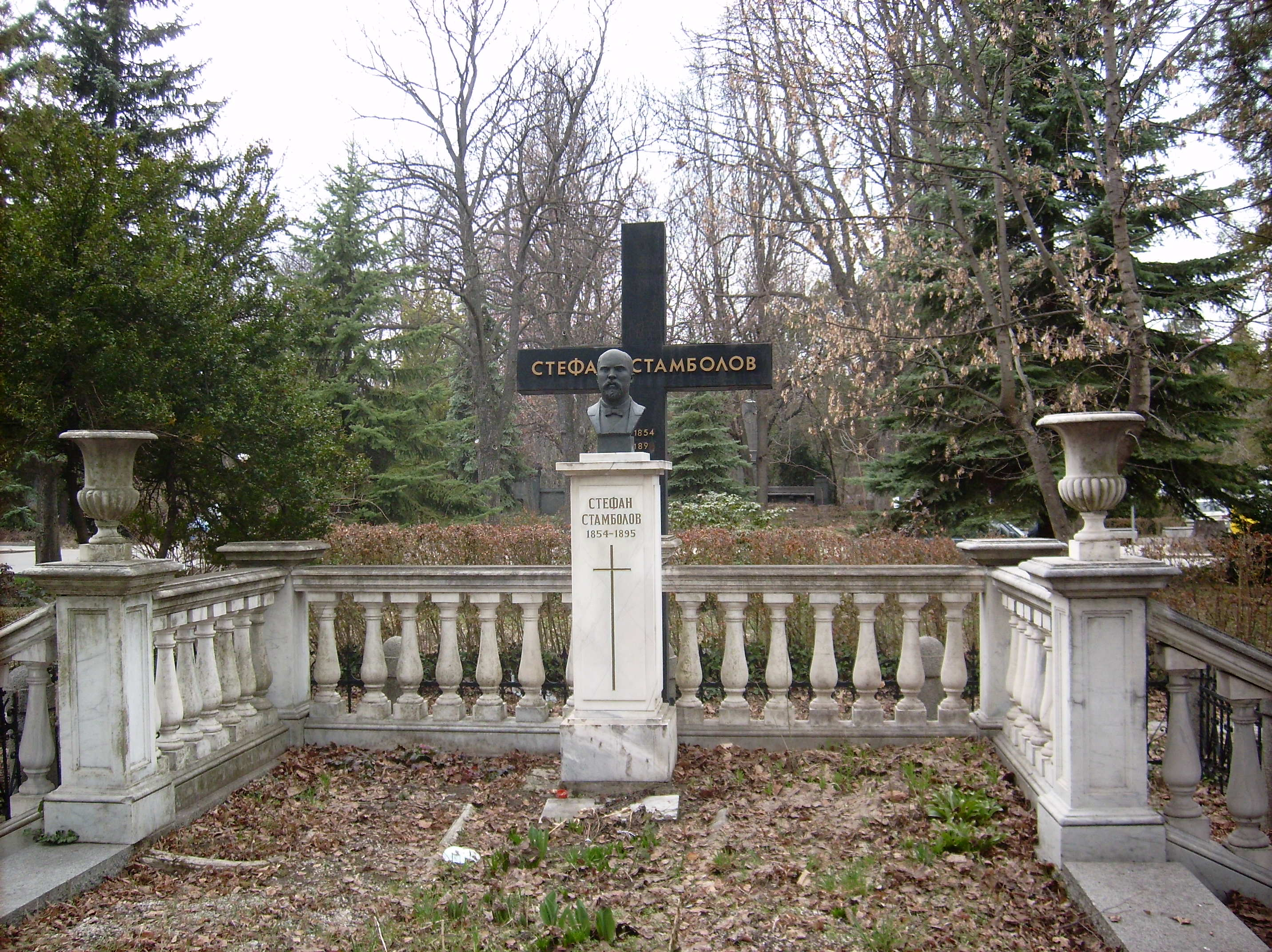
在索非亚中央公墓的斯特凡·斯坦博洛夫坟墓